# Tephrosia coccinea
Tephrosia coccinea är en ärtväxtart som beskrevs av Nathaniel Wallich. Tephrosia coccinea ingår i släktet Tephrosia och familjen ärtväxter. IUCN kategoriserar arten globalt som livskraftig. Utöver nominatformen finns också underarten T. c. stenophylla.